# Resultados de la fase preliminar del Campeonato Brasileño de Fútbol Serie D de 2020
Estos son los resultados de los partidos de la fase preliminar del Campeonato Brasileño de Fútbol Serie D de 2020.

## Llaves

### Real Noroeste vs  Aquidauanense
| 6 de septiembre de 2020 | Real Noroeste                           | 3:1 (1:0) | Aquidauanense | José Olímpio da Rocha, Águia Branca     |                                         |
| 15:00                   | Endrick 30' · Rodrigo 70' · Peixoto 77' | Reporte   | Kaio 25'      | Árbitro(s): Emerson de Almeida Ferreira | Árbitro(s): Emerson de Almeida Ferreira |

| 13 de septiembre de 2020 | Aquidauanense    | 1:3 (1:1) | Real Noroeste                 | Noroeste, Aquidauana          |                               |
| 16:00                    | Bruno Chaves 19' | Reporte   | Aloísio 44', 84' · Ailton 85' | Árbitro(s): Daniel Nobre Bins | Árbitro(s): Daniel Nobre Bins |

### Tocantinópolis vs Brasiliense
| 6 de septiembre de 2020 | Tocantinópolis | 1:0     | Brasiliense | Ribeirão, Tocantinópolis                    |                                             |
| 16:00                   | Elifran 49'    | Reporte |             | Árbitro(s): Eduardo Tomaz de Aquino Valadão | Árbitro(s): Eduardo Tomaz de Aquino Valadão |

| 13 de septiembre de 2020 | Brasiliense                                                      | 4:0     | Tocantinópolis | Mané Garrincha, Brasília                       |                                                |
| 15:00                    | Balotelli 6' · Luquinhas 35' · Romarinho 77' · Vítor Mariano 88' | Reporte |                | Árbitro(s): Dyorgines José Padovani de Andrade | Árbitro(s): Dyorgines José Padovani de Andrade |

### Ji-Paraná vs Nacional - AM
| 6 de septiembre de 2020 | Ji-Paraná          | 2:1     | Nacional        | Biancão, Ji-Paraná                  |                                     |
| 16:00                   | Watthimen 51', 62' | Reporte | Jackie Chan 66' | Árbitro(s): Andrey da Silva e Silva | Árbitro(s): Andrey da Silva e Silva |

| 13 de septiembre de 2020 | Nacional            | 1:2     | Ji-Paraná                    | Arena da Amazônia, Manaus          |                                    |
| 16:00                    | Jackie Chan 90+4' · | Reporte | Max Marabá 47' · Renan 90+1' | Árbitro(s): Leandro Bizzio Marinho | Árbitro(s): Leandro Bizzio Marinho |

### Baré vs Ypiranga - AP
| 6 de septiembre de 2020 | Baré                                 | 3:0     | Ypiranga | Flamarion Vasconcelos, Boa Vista           |                                            |
| 17:00                   | Lucas Fabrício 5', 77' · Gillard 72' | Reporte |          | Árbitro(s): Ivan da Silva Guimarães Júnior | Árbitro(s): Ivan da Silva Guimarães Júnior |

| 13 de septiembre de 2020 | Ypiranga | 0:1     | Baré      | Zerão, Macapá                     |                                   |
| 17:00                    |          | Reporte | Digão 87' | Árbitro(s): Jonathan Antero Silva | Árbitro(s): Jonathan Antero Silva |